# 噶瑪德格降措西拉仁波切
噶瑪德格降措西拉仁波切（藏名：ཀརྨ་ རྒྱ་མཚོས་ སྡེ་དགེའི་ ནུབ་ ལ་，？－2012年8月3日），漢地尊稱為大西拉仁波切或大西拉法王，為藏密噶舉派分支「西巴派」（又稱學巴派）法王，曾任第十七世噶瑪巴的經師，中國四川省阿垻州黑水縣木蘇鄉西巴寺（英文：Xi Ba Temple，藏文：西巴珠古林）寺主，寺廟管理委員會會長。
1983年西巴寺列為黑木縣首批開放的宗教活動點之一，在大西拉仁波切的主持帶領下西巴寺得已整建修復，重振宗風。仁波切一生精進苦修，戒律清淨，待人慈悲平等，攝受許多漢、藏弟子。2012年8月3日，大西拉仁波切於中國四川成都駐地坐化圓寂，身放虹光。8月12日於西巴寺荼毘 ，火化後捨得眾多舍利子。

## 法脈傳承
- 噶瑪噶舉派

### 師承
- 大司徒仁波切

## 外部連結
- 西巴寺法王噶玛德格降措西拉仁波且 西巴寺佛教藏文化. [2012-11-02]